# Maria Maddalena Rossi
Maria Maddalena Rossi (Codevilla, 29 de septiembre de 1906 – Milán, 19 de septiembre de 1995) fue una política, feminista, antifascista y periodista italiana del siglo XX.

## Biografía
Nacida en una familia rica pero numerosa, se licenció en Química en 1930 en la Universidad de Pavía, y comenzó a trabajar en Milán. En 1937 se incorporó al PCd'I clandestino donde comenzó a colaborar con la lucha antifascista.
En 1942 fue arrestada por la policía fascista en Bérgamo y condenada a reclusión en Sant'Angelo in Vado hasta el 25 de julio de 1943. Luego se mudó a Zúrich, donde continuó trabajando para el partido durante aproximadamente un año y medio.
En diciembre de 1944 regresó a Milán y se incorporó a la redacción de l'Unità (entonces todavía un periódico clandestino); ese mismo año se convirtió en miembro de la Comisión de Prensa y Propaganda de la Dirección del PCI en Italia del Norte.
En 1946 fue elegida miembro de la Asamblea Constituyente al unirse al Grupo Comunista. En la Asamblea Constituyente, luchó en particular por la modificación del artículo de la ley prefascista que prohibía el acceso de las mujeres a los niveles más altos del poder judicial: aunque esta batalla no condujo a una disposición específica de la Constitución, el debate desencadenado por su propuesta, allanó el camino para el recurso de Rosa Oliva, que quince años más tarde fue llevado con éxito ante el Tribunal Constitucional por Costantino Mortati.
Mientras tanto fue una de las principales exponentes de la Unione Donne Italiane, de la que llegaría a ser presidenta nacional de 1947 a 1956.
Luego fue reelegida como diputada en la 1ª, 2ª y 3ª legislaturas, luchando siempre por los derechos de la mujer.
Entre 1957 y 1967 fue vicepresidenta de la Federación Democrática Internacional de Mujeres.
En 1963 no volvió a postularse para la Cámara de Diputados y, tras trasladarse a Porto Venere, trabajó en la política local, convirtiéndose en alcaldesa en 1970.
Murió en su casa de Milán apenas dos semanas después de cumplir 89 años. Está enterrada en Codevilla. Desde el 2 de noviembre de 2015, su nombre está registrado en el Famedio del cementerio monumental de Milán.